# Helena Alypia
Helena Alypia (10. století? - 989/1025? Konstantinopol) byla byzantská císařovna, manželka císaře Konstantina VIII.

Byzantská říše v roce 1025

## Život
Helena Alypia se pravděpodobně narodila v 60. letech 10. století. Jejím otcem byl šlechtic Alypios. O jejím dětství se nedochovaly žádné zdroje. Zmíněna je až v historických záznamech od Zonarase v souvislosti se svým sňatkem s Konstantinem VIII. v roce 976. Ten píše: "Konstantin se ještě jako mladý muž oženil s paní Helenou. Byla dcerou slavného Alypia, významného muže ve městě a člena šlechtické rodiny, která měla dobrou pověst. Tato dáma, která byla nejen krásná, ale také ctnostná, mu porodila tři dcery, než zemřela."
Z manželství se narodily tři dcery. Není přesně známo, kdy Helena Alypia zemřela. Je možné, že to bylo po posledním porodu v roce 989, protože poté o ní nejsou žádné zmínky. Určitě se to stalo před rokem 1025, kdy se Konstantin VIII. stal jediným císařem celé Byzance.
V době manželství byl Konstantin VIII. spoluvládcem svého staršího bratra Basilea II., který se nikdy neoženil, takže Helena byla ve své době jediná císařovna.

## Dcery
Helena měla s manželem tři dcery:
- Eudokie: Nejstarší dcera. V dětství prodělala infekční nemoc, která ji trvale znetvořila (pravděpodobně neštovice), a proto nebyla vhodná pro sňatkovou politiku a stala se jeptiškou.[3]
- Zoë Porphyrogenita: Druhá dcera. Vdala se a stala se byzantskou císařovnou. Po smrti svého manžela vládla sama v letech 1042–1050.
- Theodora Porphyrogenita: Nejmladší dcera. Vládla jako spolucísařovna se svou sestrou Zoë a později jako jediná byzantská císařovna regentka od roku 1055 do roku 1056.

## Možní potomci
Existuje teorie, že Eudokie nezůstala jeptiškou po celý život. Opustila klášter a provdala se za paflagonského šlechtice Andronika Doukase, který sloužil jako guvernér Moesie. Je známo, že tento muž byl ženatý, ale jméno jeho manželky v pramenech není uvedeno. Pokud by tato teorie byla pravdivá, Helena by byla matkou dvou sňatkově významných princezen:
- Marie, která si vzala Ivana Vladislava a porodila Izáka I. Komnenose.
- Sofie / Ireny, která si vzala Jana II. Komnenose a porodila Alexia I. Komnenose.

Zároveň by Helena byla babičkou císaře Konstantina X. a Johna Doukase.
Tvrzení historika Ronalda Wellse však není podloženo kvalitními důkazy a argumenty a jedná se spíše o snahu spojit původ rodů Doukasů a Komnenovců s makedonskou dynastií.